# Districte de Zlaté Moravce
El districte de Zlaté Moravce - (eslovac) Okres Zlaté Moravce - és un dels 79 districtes d'Eslovàquia. Es troba a la regió de Nitra. Té una superfície de 521,18 km², i el 2013 tenia 41.251 habitants.
El districte es va establir el 1923 i des del 1996 té els mateixos límits. Entre 1960 i 1966 va ser part del districte Nitra.

## Demografia
| Godina             | 1994   | 2004   | 2014   | 2024   |
| ------------------ | ------ | ------ | ------ | ------ |
| Nombre de persones | 43.913 | 43.109 | 41.127 | 40.722 |
| Diferència         |        | −1,83% | −4,59% | −0,98% |

| Godina             | 2023   | 2024   |
| ------------------ | ------ | ------ |
| Nombre de persones | 40.765 | 40.722 |
| Diferència         |        | −0,10% |

## Llista de municipis

### Ciutats
- Zlaté Moravce

### Pobles
Beladice | Čaradice | Červený Hrádok | Čierne Kľačany | Hostie | Hosťovce | Choča | Jedľové Kostoľany | Kostoľany pod Tribečom | Ladice | Lovce | Machulince | Malé Vozokany | Mankovce | Martin nad Žitavou | Nemčiňany | Neverice | Nevidzany | Obyce | Skýcov | Sľažany | Slepčany | Tekovské Nemce | Tesárske Mlyňany | Topoľčianky | Velčice | Veľké Vozokany | Vieska nad Žitavou | Volkovce | Zlatno | Žikava | Žitavany